# Марлен, Труда
Тру́да Марле́н (нем. Trude Marlen, настоящее имя Гертруда Альбах (Gertrude Albach), урожд. Гертруда Марлен Пош (Gertrude Marlen Posch); 7 ноября 1912, Грац — 9 июня 2005, Вена) — австрийская актриса.

## Биография
Труда Марлен родилась в семье австрийского помещика. Вместе с сестрой-близняшкой Цецилией и сестрой Гретой выросла в родном Граце, где брала частные уроки актёрского мастерства у Лори Вайзер. Играла в театрах Брюнна, Берлина и Вены, с 1930 года снималась в кино, став одной из самых востребованных актрис театра и кино своего времени и звездой берлинской киностудии UFA, где часто снималась вместе с Вилли Форстом. В 1943 году сошлась с актёром Вольфом Альбахом-Ретти, отцом актрисы Роми Шнайдер. После развода Альбаха-Ретти с первой женой Магдой Шнайдер вышла за него замуж в 1947 году. Как и все члены актёрской династии Альбах-Ретти, Труда Марлен придерживалась национал-социалистической идеологии и была верной сторонницей Адольфа Гитлера. При Гитлере Труда Марлен получила особое признание и была среди немногих избранных, кому разрешалось лично обращаться к Гитлеру с просьбой о содействии в получении ролей. Тем не менее, прославившаяся после 1933 года Труда Марлен не нуждалась в личной поддержке фюрера. В Берлине её считали немецким ответом Джин Харлоу. В 1941—1945 годах Труда Марлен состояла в труппе знаменитого венского Бургтеатра.
После Второй мировой войны Труда Марлен была занята преимущественно в театре. Она стала одной из основательниц «Малой комедии» в Вене, где развернулась её карьера в 1970—1980-е годы. Труда Марлен много работала на гастролях, но в кино появлялась только эпизодически. Похоронена на Венском центральном кладбище в семейной могиле Альбахов-Ретти.

## Фильмография
| - 1933: Des jungen Dessauers große Liebe - 1934: Die Liebe siegt - 1934: Spiel mit dem Feuer - 1935: Ehestreik - 1935: Фаворит императрицы / Der Favorit der Kaiserin - 1936: Героическая кермесса / Die klugen Frauen - 1936: Der verkannte Lebemann - 1936: Schabernack - 1936: Hummel — Hummel - 1936: Romanze - 1937: Meine Frau, die Perle - 1937: Sherlock Holmes und die graue Dame - 1939: Paradies der Junggesellen - 1939: Ich bin Sebastian Ott | - 1940: Оперетта / Operette - 1943: Fahrt ins Abenteuer - 1943: Die beiden Schwestern - 1947: Wer küßt wen? - 1951: Wenn eine Wienerin Walzer tanzt - 1952: Приключение в Вене / Abenteuer in Wien - 1953: Я и моя жена / Ich und meine Frau - 1956: Ein tolles Hotel - 1959: Die gute Sieben - 1967: Heubodengeflüster - 1971: Der Goldmacher - 1988: Borderline - 2001: Ene mene muh und tot bist du |